# Альмон (поселение)
Альмон (ивр. עלמון‎) — еврейское поселение на Западном Берегу реки Иордан. Также его иногда называют Анатот. Административно относится к региональному совету Мате-Биньямин.

## История
Основано в 1982 году как светское поселение. До 1990 года здесь находился центр временного содержания заключённых ЦАХАЛ.

## Население
По данным Центрального статистического бюро Израиля, население на начало 2020 года составляло 1 420 человек.

## Транспорт
Соединено дорогой с Иерусалимом, откуда в поселение можно попасть на автобусе. С другими поселениями соединено построенной тайно дорогой.